# Wachlarzownica wyniosła
Wachlarzownica wyniosła, likuala wielka (Licuala grandis) – gatunek drzewa z rodziny arekowatych, pochodzący z wyspy Nowa Brytania, na północny wschód od Nowej Gwinei, według innych źródeł z Vanuatu. Strefy mrozoodporności: 10–11. Gatunek występujący bardzo rzadko na stanowiskach naturalnych.

## Morfologia

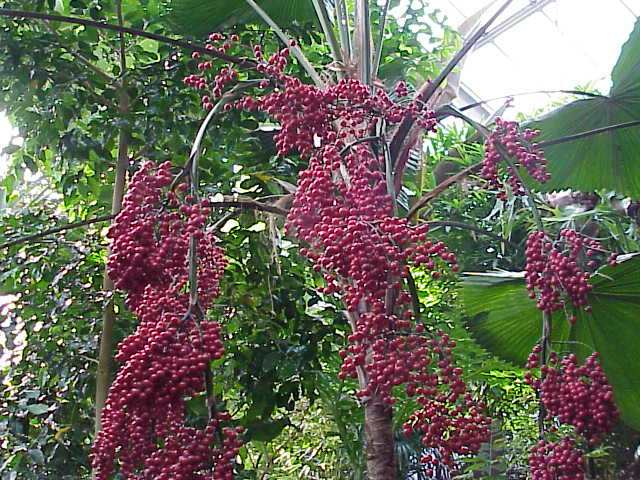
Owoce

PokrójNiewielka, powoli rosnąca palma, osiągająca wysokość do 3 m. Kłodzina cienka. Niekiedy o formie kępiastej.
LiścieWachlarzowate, niemal okrągłe, rozłożone płasko na boki, długoogonkowe, o średnicy do 1 m, ogonek liściowy o długości do 1 m, pokryty ostrymi kolcami. Odcinki liścia zrośnięte z wyjątkiem kilku ostatnich centymetrów, brzegi bardzo regularnie ząbkowane.
KwiatyObupłciowe, żółte, zebrane w wielokrotnie rozgałęzione kwiatostany wyrastające pomiędzy liśćmi.
OwoceOkrągławe, błyszczące pestkowce o średnicy około 1 cm, o barwie karmazynowej.

## Zastosowanie
- Uprawiana jako roślina ozdobna, w parkach, ogrodach oraz w zieleni miejskiej.